# Signs (canción)
«Signs» es el tercer sencillo del séptimo álbum de estudio del rapero Snoop Dogg, R&G (Rhythm & Gangsta): The Masterpiece. Fue producido por The Neptunes, y cuenta con la participación de los cantantes Charlie Wilson y Justin Timberlake. El sencillo fue lanzado en marzo de 2005. 
La versión editada de la canción es utilizada para la película de 2005 Guess Who protagonizada por Ashton Kutcher y Bernie Mac. La canción se escucha una vez durante la película y otra vez durante los créditos finales.

## Recepción
El sencillo alcanzó el puesto número 2 en las listas de Reino Unido en mayo de 2005, y logró el puesto número 46 en el Billboard Hot 100 de Estados Unidos. Sin embargo, fue más popular en Australia, donde logró el primer puesto en el Singles Chart australiano durante 2 semanas.

## Extras
El vídeo musical fue dirigido por Paul Hunter y tiene lugar en un gimnasio de boxeo clandestino y en un casino de Las Vegas. Fue el video más solicitado en la versión británica de The Box en 2005.
Fue interpretada por Snoop Dogg en el concierto 'Live 8' en Londres el 2 de julio de 2005, junto con algunos otros de sus éxitos.
La canción interpola algunas letras de las canciones "Early in the Morning" de The Gap Band de 1982 y "Got to Be Real" de Cheryl Lynn del año 1978.
- Datos: Q112138